# 高居翰
詹姆斯·卡希尔（英語：James Cahill，1926年8月13日—2014年2月14日），汉名高居翰，美国加利福尼亚州人，美国汉学家。

## 生平
毕业于加州大学伯克利分校东方语言学系本科毕业，1952年和1958年分获密歇根大学安娜堡分校艺术史硕士、博士学位，求学于罗樾，后在瑞典等地工作。之后返回美国，供职于华盛顿弗利尔美术馆、加州大学伯克利分校艺术史教授。2014年2月去世。